# Verteerbaarheid
Verteerbaarheid is, in de dierfysiologie, de afbraakmogelijkheid van voedsel in de spijsverteringsorganen, en wordt uitgedrukt in een verterings-coëfficiënt. Hoe hoger de verteerbaarheid, des te minder ontlasting er wordt geproduceerd. De verteerbaarheid hangt af van het organisme dat het voedingsmiddel verteert. Hierbij moet onderscheid gemaakt worden tussen eenmagigen, zoals de mens, en meermagigen, zoals herkauwers. Terwijl bij het paard, dat maar één maag heeft, de blindedarm zodanig is aangepast dat, net als bij herkauwers, gras verteerd kan worden.
In het laboratorium kan de verteerbaarheid van een bepaald soort dierenvoer, of een voedingsmiddel, met speciale methoden worden vastgesteld: de zogenaamde in-vitroverteerbaarheid. Zo wordt voor bijvoorbeeld rundvee de verteerbaarheid van kuilgras, snijmaïs en krachtvoer in het laboratorium vastgesteld. Gebruikte methoden zijn die van Tilley en Terry, en de Englyst-methode.
Medische voeding voor patiënten met een bepaalde aandoening aan het darmstelsel, is voor 100% verteerbaar.

## Mens
Bij ziekte of verzwakking van het gestel, is het soms moeilijk om te eten zonder het kort daarna weer over te geven. Doordat het systeem reeds belast is, komt de spijsvertering in het gedrang, het maag-darmstelsel wordt gevoeliger voor bepaalde voedingsmiddelen.
Licht verteerbaar zijn bijvoorbeeld kippensoep, beschuiten, (wit) brood. Vet eten, zoals veel vleessoorten, wordt doorgaans moeizamer verteerd.